# 希希福

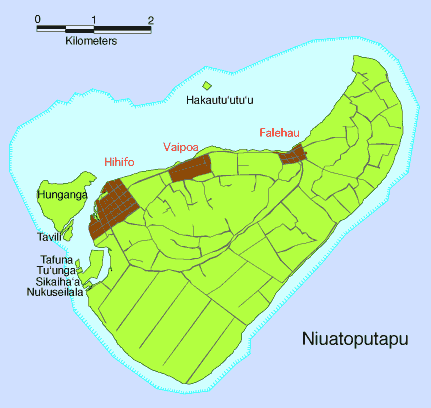
希希福在紐阿托普塔普島的位置

希希福（Hihifo）是太平洋島國湯加的城鎮，位於紐阿托普塔普島西北面，面積18平方公里，海拔高度6米，鎮上有政府設施、郵政局和警察局，人口約1,000，該鎮在2009年薩摩亞地震中受波及，造成多人死亡。
15°57′S 134°47′W / 15.950°S 134.783°W